# Moravske Toplice
Moravske Toplice (mađarski: Alsómarác) je naselje i središte istoimene općina u sjevernoj Sloveniji. Moravske Toplice se nalaze 7 km sjeverno od Murske Sobote na cesti prema Mađarskoj.

## Stanovištvo
Prema popisu stanovništva iz 2002. godine Moravske Toplice su imale od 600 do 800 stanovnika.

## Vanjske poveznice
- Satelitska snimka naselja, plan naselja  Arhivirana inačica izvorne stranice od 29. srpnja 2017. (Wayback Machine)